# Фаршвайлер
Фаршвайлер (нем. Farschweiler) — община в Германии, в земле Рейнланд-Пфальц. 
Входит в состав района Трир-Саарбург. Подчиняется управлению Рувер.  Население составляет 748 человек (на 31 декабря 2010 года). Занимает площадь 7,45 км².